# Sidney Reilly
Pour les articles homonymes, voir Reilly (homonymie).
Sidney Reilly, pseudonyme de Sigmund Georgievich Rosenblum, né probablement le 24 mars 1873 à Kherson en Ukraine,, décédé le 5 novembre 1925 en URSS, est un espion travaillant pour le SIS britannique au début du XXe siècle. Considéré comme leur meilleur agent à cette époque, il est exécuté par le Guépéou soviétique.
Parlant plusieurs langues, il était charismatique et brillant, tout en étant d'humeur changeante. Conscient de son image, il en aurait profité pour faire mousser ses exploits. Pour plusieurs collègues du SIS, il était un playboy qui menait une vie luxueuse, tout en exploitant les femmes à ses propres fins.
Surnommé l'« espion gentleman », il était aussi passé maître dans l'art du déguisement et de la supercherie. Son désir de mettre fin aux régimes bolchévique, puis communiste en Russie l'a incité à les combattre, ce qui lui a finalement coûté la vie.
Sa vie a fait l'objet de plusieurs livres et feuilletons télévisés. Plusieurs estiment qu'il a servi de modèle pour la création de James Bond.

## Biographie détaillée
Le nom et le lieu de naissance de Reilly sont discutés par certains auteurs.
Son père était un entrepreneur juif dont la femme était une remarquable pianiste.
À la suite d'une relation intime avec sa cousine, Reilly quitte la maison familiale. Il s'installe à Odessa pour étudier la chimie à l'université de Novorssiia, voire à l’université de Novorossiya.
Pendant les années 1890, il s'établit à Paris, puis à Londres. Dans cette ville, il lance une petite société de revente de médicaments. Ce commerce pourtant lucratif ne lui permet pas de maintenir son train de vie luxueux : voyager dans des endroits exotiques, parier de grosses sommes, acheter de beaux vêtements, etc. Pour cette raison, il devient informateur de Scotland Yard. À ce poste, sous les ordres de « M. », il recueille des informations sur les exilés politiques, les immigrants, les criminels et toutes autres personnes dignes d'intérêt aux yeux de Scotland Yard. C'est sans doute dans le cadre de ces activités qu'il rencontre Ethel Lilian Voynich avec laquelle il a une courte liaison et à laquelle il inspirera son célèbre roman The Gadfly.
Malgré ces revenus supplémentaires, il ne parvenait pas à équilibrer son budget[pas clair]. En 1897, la chance se présente en la personne de Margaret Thomas, la jeune épouse d'un prêtre anglican agonisant, dont Reilly s'occupe personnellement en lui fournissant des médicaments. Le suivi du révérend le conduit à se présenter régulièrement à la maison du couple, où se développe une relation amoureuse secrète avec Margaret.
Le mari décède quelque temps plus tard, des suites de la maladie de Bright, qui attaque les reins et dont les symptômes sont semblables à ceux d'un empoisonnement à l'arsenic. Faute d'autopsie, on ne connaîtra pas la véritable cause de la mort du révérend qui laisse un important héritage à sa veuve de 24 ans. Les amants se marient en 1898 et déménagent, quelques mois plus tard, à Port-Arthur en Mandchourie, ville stratégique aux yeux des futurs belligérants de la guerre russo-japonaise. En association avec un ami, Moisei Ginsburg, Reilly constitue une société qui vend des armes à la flotte russe du Pacifique. Comme marchands d'armes, les deux associés profitent de leur position pour négocier des armes et échanger des informations. C'est pendant son séjour à cet endroit que Reilly prend contact avec différentes personnes importantes des deux camps.
En février 1904, l'empire du Japon attaque par surprise la flotte russe stationnée à Port-Arthur. La guerre russo-japonaise commence. Reilly part pour Paris où il retrouve son contact de Scotland Yard, « M », qui s'occupe encore de collecte d'informations, cette fois pour le War Office. Devenu plus précieux aux yeux de « M », il repart en mission.
Sa première mission, couronnée de succès, consiste à convaincre un prospecteur de pétrole de favoriser l’Anglo-Persian Oil Company, pour l'exploitation des gisements de pétrole en Perse. Ce contrat, donne naissance à un géant pétrolier, au détriment d'un banquier de la famille Rothschild. Du côté personnel, les choses vont moins bien. Bigame, son mariage allait à vau-l'eau en 1904. Cependant, il avait atteint ses buts : un nouveau nom, Reilly, et une certaine fortune. Ils n'ont jamais divorcé, mais Reilly n'a jamais tenté de reprendre contact avec son épouse, préférant les voyages d'affaires qui lui permettaient d'amasser de substantiels gains, par exemple.
Il cultivait un sens de la grandeur qui n'était pas la sienne dans la vie réelle. Par exemple, il disait être titulaire d'un doctorat d'une université britannique, ce qui était faux. Son personnage était si ancré en lui qu'il semblait oublier qui il était vraiment. Cela explique peut-être pourquoi il eut tant de succès comme agent secret.
En 1914, la Première Guerre mondiale est déclenchée par les armées du kaiser Guillaume II. À la fin de l'été, la 2e armée russe était réduite de moitié. Reilly saisit cette chance de passer à l'histoire en revendant des armes à l'armée russe, faisant l'intermédiaire avec les fabricants d'armes japonais et américains. Chaque vente lui rapporte d'énormes commissions, qui deviendront des millions de dollars.
En février 1915, Reilly épouse une amante de longue date, Nadine (Nadejda) Zalessky, âgée de 29 ans. Juive Ukrainienne d'ascendance suisse, elle est considérée comme d'une grande beauté intellectuelle et physique. L'agent secret est non seulement attiré par sa beauté, mais aussi par les liens qu'elle entretient avec d'importants officiels russes. Malgré son mariage, il entretient une relation avec d'autres femmes, à l'insu de son épouse.
Au même moment, il travaille à New York comme agent pour l’Allied Machinery Company, un fabricant d'armes. En 1917, il s'établit à Toronto et devient pilote de chasse pour le Royal Flying Corps canadien. Plus tard, Reilly affirma qu'il s'était engagé pour aider à l'effort de guerre.
Après l'entraînement approprié, il est posté au Royaume-Uni. Au même moment, le SIS britannique recherche activement un agent pour mettre fin aux tentatives de rapprochement de Lénine avec les Allemands. Il fait partie de la liste d'agents potentiels dont le passé est fouillé en profondeur. En 1918, après une entrevue avec le chef du SIS, Mansfield Smith-Cumming, il part en mission dans la Russie dévastée par la guerre et la révolution bolchévique. Ce sera sa première mission en Russie, et l'une des plus hardies.
Elle est à peine commencée qu'il dévie de son itinéraire en Russie et ne prend pas contact avec l'agent britannique désigné. Dans la ville de Mourmansk, l'agent en poste le fait emprisonner par des militaires britanniques. Prouvant qu'il travaille pour le SIS, il est libéré. Il quitte alors pour Petrograd, puis va à Moscou en mai. Se faisant passer pour un envoyé du premier ministre britannique d'alors, David Lloyd George, il prend rendez-vous avec Lénine pour discuter du futur gouvernement bolchévique, risquant de mettre fin à sa carrière d'agent secret. Lénine refuse, mais son aide de camp le reçoit. Par la suite, Reilly a démenti qu'il ait fait un tel geste.

### Tentative d'assassinat de Lénine
Malgré son geste étourdi, le SIS le conserve en poste. Il semblerait qu'il se soit joint à un responsable britannique à Moscou dans le but de comploter la fin du régime de Lénine. Le plan Lockhart, du nom du responsable, consistait à intercepter Lénine et Léon Trotsky, alors qu'ils se rendraient à une réunion au théâtre Bolchoï le 6 septembre 1918. Il n'est pas clair s'ils voulaient les enlever ou les abattre. Le plan échoue, car ils sont dénoncés, mais purent s'échapper.
En septembre 1918, il retourne à Londres et reprend contact avec Cumming. Il insiste pour retourner en Russie immédiatement, ce que permet Cumming quelques semaines plus tard. Cette fois, Reilly fait une collecte d'informations sur les combats que mène l'Armée rouge contre l'Armée contre-révolutionnaire des Blancs, anti-bolchévique. Sa mission, encore couronnée de succès, lui vaut la croix militaire pour ses services.
Plusieurs mois après, il repart pour New York et divorce d'avec Nadine, que l'attente avait rendue indifférente. Tout en étant en mission, il établit une autre relation amoureuse quelques mois plus tard.
Cette mission consiste à obtenir de l'information sur la trêve qui semble se dessiner entre les Polonais et les Russes, lesquels étaient en guerre à ce moment. Reilly, voulant mettre fin au régime bolchévique, complote aussi avec un assassin et révolutionnaire polonais. Faute de fonds suffisants, il ne peut accomplir son plan. En 1922, le SIS, excédé de ses extravagances, le largue. Reilly en devint amer, et entama une longue spirale descendante qui le mena à sa mort.
Reilly s'installe à Prague par la suite, tentant de refaire fortune en vendant des médicaments, sans succès. Son dernier mariage se solde par un divorce. Malgré tout, il continue à forger des plans. En décembre 1922, il rencontre une riche Sud-Américaine. Le coup de foudre est instantané, et ils se marient en mai de l'année suivante.
Deux ans plus tard, le Guépéou soviétique met au point l'opération Trust destinée à éliminer les plus redoutables ennemis du régime hors de la Russie. Un groupe d'agents se pose comme anti-bolchévique et souhaite entrer en contact avec les exilés russes opposés au régime en place. Faisant partie des ennemis, une tentative d'enlèvement sera faite contre lui, mais sans succès.
Cependant, en 1925, il se rend en URSS pour y rencontrer ce prétendu groupe d'opposants au successeur de Lénine, Staline. Des amis et des associés tentent de le dissuader, mais sa haine de Staline est trop forte. Il est immédiatement arrêté après avoir franchi la frontière finlandaise et emprisonné à la Loubianka pour y être interrogé.
Le 5 novembre 1925, il sera abattu sur ordre exprès de Staline.